# Forney
Pour la locomotive, voir Forney (locomotive).
La ville de Forney est située dans le comté de Kaufman, dans l’État du Texas, aux États-Unis. Sa population s’élevait à 14 661 habitants lors du recensement de 2010, estimée à 19 122 habitants en 2016.

## Source
- (en) Cet article est partiellement ou en totalité issu de l’article de Wikipédia en anglais intitulé « Forney, Texas » (voir la liste des auteurs).